# Carl Bernstein
Carl Bernstein (Washington, D.C., 14 de fevereiro de 1944) é um jornalista investigativo e autor americano. 

## Biografia
Em parceria com Bob Woodward, trabalhando como repórter para o Washington Post, desvendou a história do caso Watergate. Isso terminou por provocar a renúncia de Richard Nixon, o presidente americano na ocasião.  Devido a seu trabalho em Watergate, Bernstein recebeu muitos prêmios; seu trabalho ajudou o Post a ganhar em 1973 um prêmio Pulitzer por serviço público.
Bernstein deixou o Post em 1976. Trabalhou como correspondente senior para a rede  ABC, ensinou na Universidade de Nova York, e contribuiu para a revista  Time. 
Foi vivido por Dustin Hoffman no filme Todos os Homens do Presidente, de 1976.
No filme Dick de 1999, é vivido por Bruce McCulloch.

## Publicações
- All the President's Men—with Bob Woodward (1974) ISBN 0-671-21781-X,
- The Final Days—with Bob Woodward (1976) ISBN 0-671-22298-8
- Loyalties: A Son's Memoir (1989)
- His Holiness: John Paul II & the History of Our Time—with Marco Politi (1996)
- A Woman in Charge: The Life of Hillary Rodham Clinton (2007) ISBN 0-375-40766-9